# Luis A. Aguirre
Luis Aguirre (Asunción, 22 de marzo de 1977) es un director, actor y guionista paraguayo. Forma parte de un grupo de realizadores partícipes de una nueva generación del cine paraguayo.
Universo servilleta es el título de su segundo largometraje, que tuvo su estreno mundial en Paraguay, el 12 de noviembre de 2010. También ha dirigido varios cortometrajes y videos musicales para grupos de rock nacional en los últimos 10 años.
A inicios de 2012 fundó la productora Antagonista.
En el 2018 protagonizó Leal, hay una sola forma de vivir del guionista Andrés Gelós, primera película paraguaya en llegar a la plataforma Netflix y "La Mentira" de Christian Gayoso, cortometraje exhibido fuera de competencia en la 72 edición del Festival de Cine de Cannes.

## Serie
En julio de 2017, Aguirre concretó la venta del guion de “Mr. Black y Los Perros”, una comedia con altas dosis de acción y toques dramáticos, que llevó tres años de desarrollo, y se proyecta como una serie televisiva de 20 episodios. El libreto fue adquirido por el empresario Enrique Hellmers (“Luna de cigarras”, “Felices los que lloran”) y el inversor alemán Julian Sandt, por 15 mil dólares.

## Filmografía

### Cine
| Año  |  | Trabajo                           | Rol      | Notas                                             |
| 1999 |  | Una y Media                       | Director | Mediometraje                                      |
| 1999 |  | Quién sos?                        | Director | Videoclip de Gaudí                                |
| 2001 |  | El Film                           | Director | Videoclip de Deliverans                           |
| 2002 |  | Al Todo o Nada                    | Director | Videoclip de Paiko                                |
| 2003 |  | El recuerdo aquel                 | Director | Videoclip de Flou                                 |
| 2006 |  | Opaco                             | Actor    | Mediometraje de Martín Crespo                     |
| 2007 |  | Yukata                            | Actor    | Cortometraje de Martín Crespo                     |
| 2008 |  | Minotauro                         | Director | Largometraje                                      |
| 2010 |  | Semana Capital                    | Actor    | Largometraje de Hugo Cataldo                      |
| 2010 |  | Universo servilleta               | Director | Largometraje                                      |
| 2011 |  | Pepe Champ!                       | Director | Cortomercial                                      |
| 2011 |  | La balada de Ricky Roberto        | Director | Cortomercial                                      |
| 2012 |  | Un Revolber en La Chaca           | Director | Documental, musical                               |
| 2014 |  | 2.º Mic                           | Director | Cortometraje                                      |
| 2015 |  | Aurora                            | Director | Cortometraje                                      |
| 2018 |  | Leal, solo hay una forma de vivir | Actor    | Largometraje de Pietro Scappini y Rodrigo Salomón |
| 2019 |  | El Supremo Manuscrito             | Actor    | Largometraje de Jorge Díaz de Bedoya              |